# Keyvareh
Keyvareh (persiska: كيوره) är en ort i Iran.   Den ligger i provinsen Lorestan, i den nordvästra delen av landet, 300 km sydväst om huvudstaden Teheran. Keyvareh ligger 1 507 meter över havet och antalet invånare är 393.
Terrängen runt Keyvareh är varierad. Runt Keyvareh är det ganska tätbefolkat, med 155 invånare per kvadratkilometer. Närmaste större samhälle är Borujerd, 9,6 km norr om Keyvareh. Trakten runt Keyvareh består i huvudsak av gräsmarker.